# 닭고기

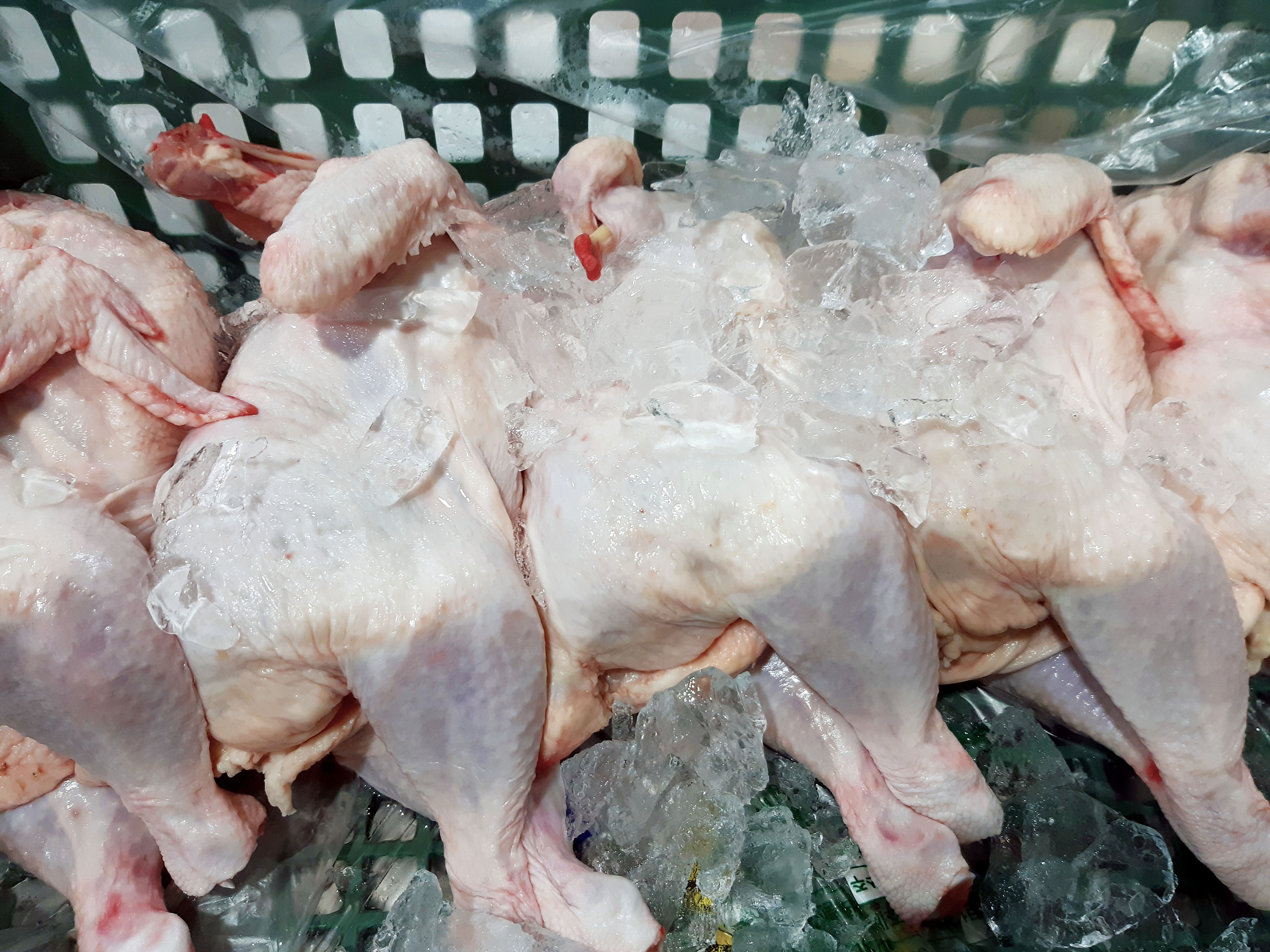
일반 생닭

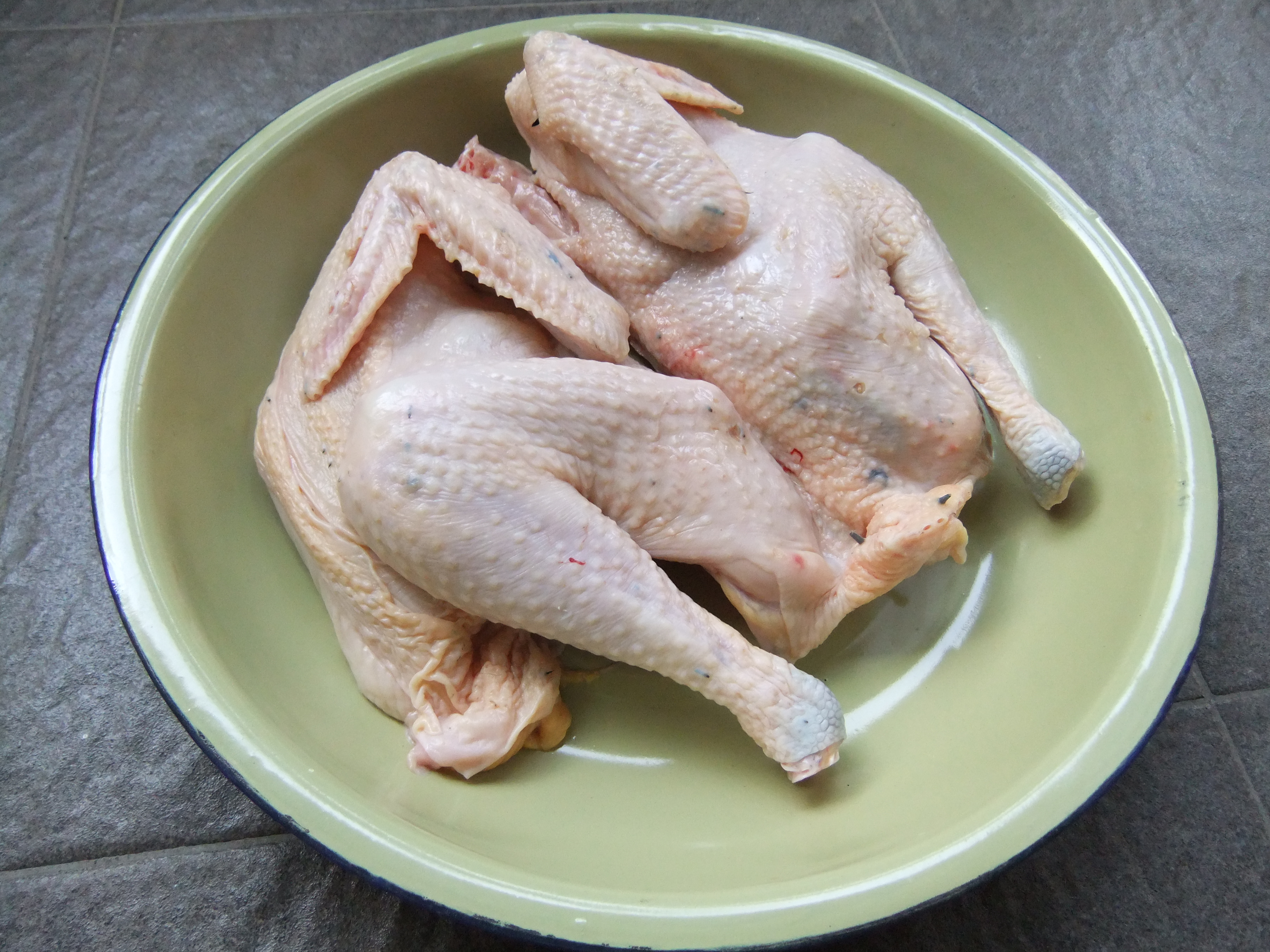
생닭 한 접시

닭고기는 닭의 살코기로 많은 나라들에서 일상적으로 먹는 육류 음식으로, 계육(鷄肉)이라고도 한다. 가축화된 닭은 세계에서 가장 흔한 가금류에 속하며, 어떤 문화권에서나 흔히 사육되고 종교의 금기에 구애받지 않아 지역과 문화에 따라 다양한 형태의 조리가 이루어진다.

## 역사
닭을 고기로 이용한 일은 기원전 600년 경 바빌론 조각품에 기술되어 있다. 닭고기는 중동에서 먹을 수 있는 가장 흔한 고기들 가운데 하나였다.
미국에서의 닭고기 소비는 돼지고기와 소고기의 부족으로 인해 제2차 세계 대전 이후로 증가했다. 유럽에서 닭고기 소비량은 1996년 소고기와 송아지고기의 소비량을 넘어섰는데, 이는 소비자들의 소해면상뇌병증(광우병)에 대한 인식과 연관이 있다.
대한민국에서 닭고기 소비량은 농림부 발표에 따르면, 2005년에 1인당 8킬로그램으로 1993년 이후 처음으로 쇠고기 소비량을 초과했다. 인도네시아에서는 양고기, 쇠고기 다음으로 인기있는 육류로서 돼지고기를 먹지 않는 나라답게 닭고기 소비량이 많다.

## 조리
날 닭고기는 살모넬라가 포함되어 있을 수 있다. 미국의 보건 사회 복지부가 권고하는 최소한의 조리 안전 온도는 165 °F (74 °C)로, 박테리아와 기생충으로 인한 식중독을 예방해준다. 그러나 일본에서는 사시미 스타일로 썰어서 나오는 "토리사시"라는 이름의 요리를 통해 가끔 날 닭고기를 섭취한다.
닭고기는 수많은 방법으로 조리할 수 있다. 샐러드에 넣을 수도 있고, 빵가루를 묻혀서 튀긴다든지, 소시지, 꼬치, 굽기와 같은 형태로 조리하거나 다양한 카레 요리에 사용할 수 있다.
닭뼈는 섭취할 때 날카로운 조각으로 부서지는 경향이 있어 건강에 위험하지만 수시간에서 수일 간 채소와 함께 숙성시켜 비축할 수 있다. 아시아 국가에서는 닭뼈만 구매할 수도 있는데 이는 건강에 좋다고 간주되는 닭죽을 만드는데 매우 유용하다.
한국의 대표적인 닭요리로는 백숙, 삼계탕, 닭매운찜, 안동찜닭, 닭갈비, 불닭, 통닭, 닭볶음탕, 파닭, 프라이드 치킨, 양념치킨 등이 있다. 오렌지 치킨처럼 중국 요리가 기원인 미국의 중화 요리도 존재한다.

## 냉동
날닭은 요리 시 보다 냉장고에 있을 때 품질을 더 오래 유지하는데, 요리를 할 때에는 수분을 잃어버린다. 냉동 보관 중 닭고기의 영양가 변화는 거의 없다. 그러나 최적의 품질을 위해 내장고의 최대 보관 시간은 요리되지 않은 통닭을 기준으로 12개월, 요리되지 않은 닭 부위의 경우 9개월, 요리되지 않은 닭 내장의 경우 3~4개월, 요리된 닭의 경우 4개월이 권장된다.

최근 수입 냉동육의 증가로 인해 냉동제품을 사용하는 업체가 많으며 통상 냉동보관일은 도축일로부터 2년이다.
생닭은 냉장보관시 도축일로부터 10일이다.

## 부위

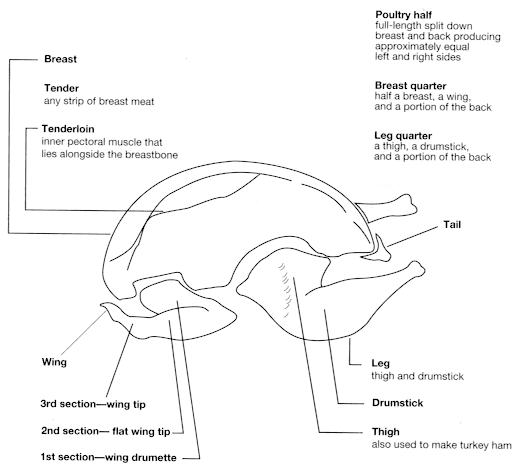
미국 농무부는 가금류의 단면을 쇠고기와 비슷한 방식으로 분류해놓고 있다.

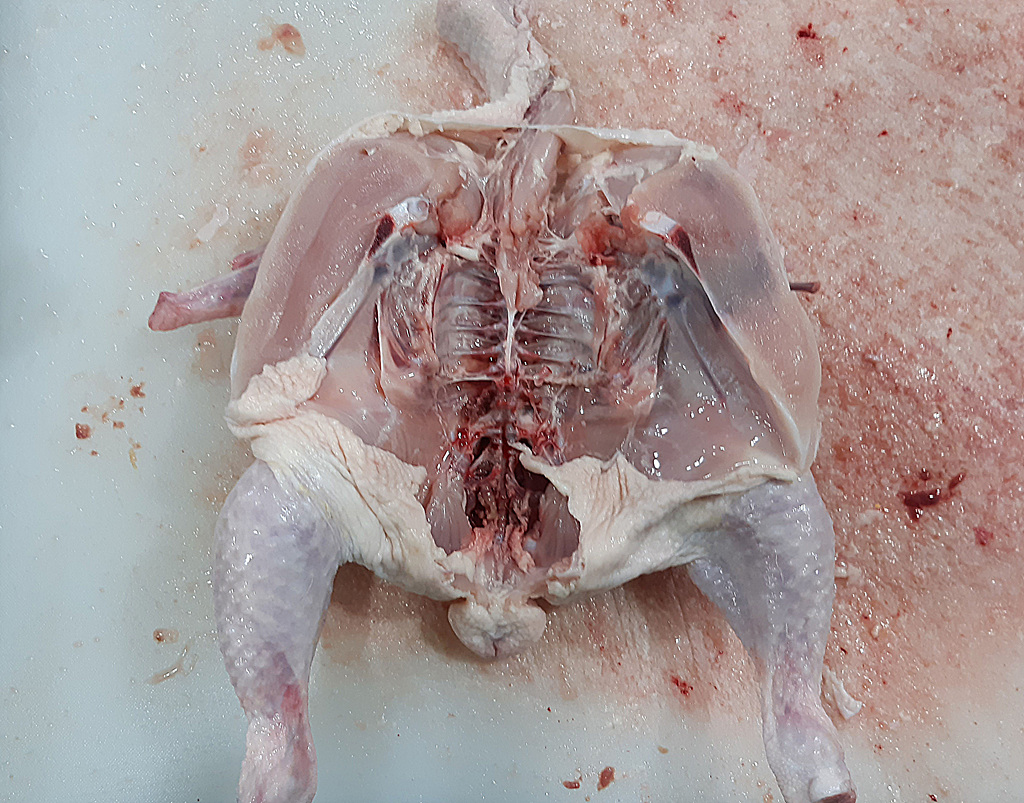
닭고기의 절단면 모습

- 닭가슴살 : 지방이 없고 단백질이 풍부하다. 그래서 주로 다이어트 식품으로 요긴하게 쓰인다.
- 닭껍질
- 닭다리살(장각) : 닭의 다리, 그 인근의 관절을 감싸는 살이다.
- 닭날개살 : 지방과 콜라겐이 많은 살이다.
- 닭넓적다리살 : 질감은 닭가슴살과 비슷하나, 닭가슴살에는 삼각형의 연골이 있다.
- 닭발
- 닭근위(닭똥집)
- 염통
- 닭간
- 안심
- 잔골 : 가공을 마치고 남은 닭 뼈이다. 잔골의 용도중에는 짬뽕의 국물 육수용으로 사용된다.

## 건강
닭고기에는 무게 백분율 기준으로 측정할 때 대부분의 종류의 적색육 보다 약 2~3배 더 많은 다불포화 지방을 포함하고 있다.
껍질을 포함한 구운 닭의 영양가는 다음과 같다. 100 g(3.5 oz)당 영양 가치를 나타낸 것이다.
- 열량: 220 kcal 900 kJ
- 탄수화물: 0g
- 지방: 15g
  - 포화지방 4.3g
  - 단일불포화지방 6.3g
  - 이중불포화지방 3.2g (source_usda=1)
- 단백질: 19g
- 수분: 66g
- 비타민 A: 거의 41 μg (5%)
- 판토텐산 (B5): 0.9 mg (18%)
- 철분 0.9 mg (7%)
- 염분 70 mg (5%)

32%의 뼈는 포함하고 있지 않다. 13%의 닭껍질은 제외한다.

## 닭고기 주요 국가별 생산량
2007년 기준, 세계 10대 닭고기 생산 국가와 그 생산량은 다음과 같다.
| 국가명     | 생산량(단위:톤) |
| ---------- | --------------- |
| 미국       | 15,871,000      |
| 중국       | 10,682,602      |
| 브라질     | 9,370,000       |
| 멕시코     | 2,431,990       |
| 인도       | 2,242,071       |
| 러시아     | 1,852,322       |
| 일본       | 1,364,770       |
| 인도네시아 | 1,330,627       |
| 영국       | 1,315,000       |
| 이란       | 1,245,879       |

자료 출처 - 국제연합식량농업기구 2007년 통계

## 같이 보기
- 닭고기 같은 맛